# Лиственный (Владимирская область)
Лиственный — село в Юрьев-Польском районе Владимирской области России, входит в состав Красносельского сельского поселения.

## География
Село расположено в 11 км на юг от райцентра города Юрьев-Польский.

## История
Образован в начале 1960-х годов как посёлок отделения № 3 совхоза им. РККА в составе Кучковского сельсовета. В 1966 году посёлок отделения № 3 совхоза им. РККА переименован в посёлок Лиственный.
С 2005 года — в составе Красносельского сельского поселения.

## Население
| 2002 | 2010 | 2021 |
| ---- | ---- | ---- |
| 17   | ↗21  | ↘11  |